# Reprezentacja Turkmenistanu w piłce nożnej mężczyzn
Reprezentacja Turkmenistanu w piłce nożnej rozegrała swój pierwszy mecz po upadku ZSRR w 1992. Nigdy nie zagrała na Mistrzostwach Świata. W Pucharze Azji zagrała dwa razy.

## Udział wMistrzostwach Świata
- 1930 – 1994 – Nie brała udziału (była częścią ZSRR)
- 1998 – 2022 – Nie zakwalifikował się

## Udział wPucharze Azji
- 1956 – 1992 – Nie brała udziału (była częścią ZSRR)
- 1996 – 2000 – Nie zakwalifikował się
- 2004 – Faza grupowa
- 2007 – 2011 – Nie brała udziału
- 2015 – Nie zakwalifikował się
- 2019 – Faza grupowa
- 2023 – Nie zakwalifikował się